# Pisaće pero
Pisaće pero je ime dobilo po ptičjem peru. Umaće se u tuš koji je produkt 19. stoljeća, što znači da se u srednjem vijeku pri pisanju i crtanju pero umakalo u crnilo od sipe.
Razlikujemo tri tipa pera:
- ptičje pero: najčešće se radi od velikih ptica (poput gusaka) i ostavlja nekontinuirani trag.
- pero od trstike: Upotrebljava se na istoku (Kina, Japan...). Ostavlja linije kratke i jednake širine.
- metalno pero: Konveksno je, ima određenu širinu i ostavlja kontinuirani trag.